# Atomwaffen Division
Atomwaffen Division (în germană „atomwaffen” însemnă „arme nucleare”) a fost o rețea teroristă neonazistă. Înființată în 2015 și situată în statele din sudul Statelor Unite ale Americii, aceasta s-a extins pe întreg teritoriul țării și în câteva țări europene precum Marea Britanie, Germania, Franța, Elveția și statele baltice. Organizația face parte din mișcarea alt-right, însă este considerată extremă inclusiv înăuntrul acelei mișcări. Este descrisă de către Southern Poverty Law Center drept un grup care incită la ură.
Membrii Atomwaffen Division au fost responsabili pentru o serie de crime, atacuri teroriste dejucate și alte fapte criminale.

## Istoric și ideologie
Grupul și-a anunțat înființarea în 2015 pe site-ul neonazist IronMarch.org, site asociat cu alte acte de terorism neonazist și grupuri militate violente precum Mișcarea de rezistență nordică, National Action (Marea Britanie) și Batalionul Azov. În primele sale postări, grupul se descrie drept „o grupare ideologică și foarte fanatică de tovarăși implicați atât în activism, cât și în pregătire militară.Lupte corp la corp, antrenarea brațelor și diverse alte forme de antrenament.”
Atomwaffen susține defăimarea drapelului american, incendierea constituției Statelor Unite și atacarea guvernului, minorităților, homosexualilor și evreilor. Atomwaffen Division a plănuit paralizeze serviciul public de alimentare cu apă și să distrugă părți din rețeaua nord-americană de electricitate. De asemenea, aceștiau au fost acuzat că plănuiau să dinamiteze centrale nucleare cu scopul de a cauza un accident nuclear. Scopul principal al grupului este acela de a răsturna guvernul Statelor Unite prin atacuri teroriste și tactici de gherilă.În 2017, organizația a fost implicată în opt omucideri și câteva crime violente printre care atacuri, violuri și numeroase cazuri de răpire și tortură.
Organizația susține în mod explicit neonazismul, fiind puternic influențată de James Mason și lucrarea sa, Siege, buletinul informativ al National Socialist Liberation Front în care Adolf Hitler, Joseph Tommasi, Charles Masnon și Savitri Devi erau omagiați. Cartea este lectură obligatorie pentru toți membrii Atomwaffen Division. Mason, un neonazist și negaționist care militează pentru acte de violență și crime cu scopul de a crea o stare de anarhie și a destabiliza sistemul, este principalul consilier al grupului.
Atomwaffen este influențată și de către nazismul ezoteric și ocultism; aceștia recomandă inițiaților lucrările lui Savitri Devi și Anton Long (Order of Nine Angles), un cunoscut neonazist britanic. Unii membrii au simpatii și față de mișcarea jihadistă și salafistă. Fondatorul Atomwaffen Division, Brandon Russell, l-ar fi descris pe Omar Mateen, cel care a comis atentatul din Orlando și a jurat credință Statului Islamic, drept „un erou”. De asemenea, grupul îl idolatrizează în propaganda lor și pe Osama bin Laden, considerând „cultura martiriului și insurecției” din interiorul Al-Quaida și Taliban drept ceva de încurajat. Samuel Woodward, simpatizant al islamului, a afirmat că preferă Statul Islamic în locul liberalismului și multiculturalismului; acesta îi citează pe Julius Evola, Francis Parker Yockey și George Lincoln Rockwell ca având o poziție pozitivă față de islam. Un membru al Atomwaffen Division, Stephen Billingsley, a fost fotografiat în timpul unui moment de reculegere în San Antonio, Texas în memoria victimelor ucise în atentatul din Orlando purtând o mască și un semn cu textul „God Hates Fags” (în română Dumnezeu Urăște Poponarii).
Membrii grupului sunt în mare parte tineri, unii dintre ei fiind recrutați în campusurile universitare. Posterele din cadrul acestor campusuri îi îndeamnă pe studenți să „se alăture naziștilor locali” (în engleză Join Your Local Nazis!). Posterele organizației au fost descoperite în campusurile Universității din Chicago, Universității din Florida Centrală, Universității Old Dominion în Norfolk, Virginia și Universității din Boston. Atomwaffen Division a recrutat câțiva veterani și membri activi din armata Statelor Unite care se ocupă de antrenarea membrilor organizației. De asemenea, membrii grupului au încercat să obțină pregătire militară și din partea Batalionului Azov în Ucraina. Pe lângă Azov, Atomwaffen are legături cu diverse grupuri neonaziste și grupul fascist Order of Nine Angles.
În timpul unei investigații, ProPublica a obținut 250.000 de mesaje criptate redactate de membrii grupului. ProPublica a estimat că numărul membrilor era de 80 la începutul anului 2018 în timp ce Anti-Defamation League a estimat numărul lor undeva între 24 și 36 de membri activi. Conform Centrului Internațional de Combatere a Terorismului, grupul are un număr imens de „inițiați” pe lângă cei 60-80 de membri.
Atomwaffen Division este una dintre organizațiile neonaziste și alt-right care au fost interzise de Discord și YouTube pentru încălcarea termenilor de utilizare. Totuși, grupul și-a reîncărcat materialele pe YouTube, iar cei din urmă nu au mai luat măsuri.